# Thorondor (lune)
Thorondor, officiellement (385446) Manwë I Thorondor, est un objet transneptunien, satellite de (385446) Manwë. Sa désignation provisoire était S/2006 (2003 QW111) 1.

## Caractéristiques
Thorondor mesure 92 km et orbite à 6 674 kilomètres de Manwë,.

## Étymologie
Il est nommé d'après Thorondor, serviteur de Manwë.